# Emericellopsis maritima
Emericellopsis maritima är en svampart som beskrevs av Beliakova 1970. Emericellopsis maritima ingår i släktet Emericellopsis, ordningen köttkärnsvampar, klassen Sordariomycetes, divisionen sporsäcksvampar och riket svampar.   Inga underarter finns listade i Catalogue of Life.